# Hecabolus sulcatus
Hecabolus sulcatus är en stekelart som beskrevs av Curtis 1834. Hecabolus sulcatus ingår i släktet Hecabolus och familjen bracksteklar. Arten är reproducerande i Sverige. Inga underarter finns listade i Catalogue of Life.

## Bildgalleri

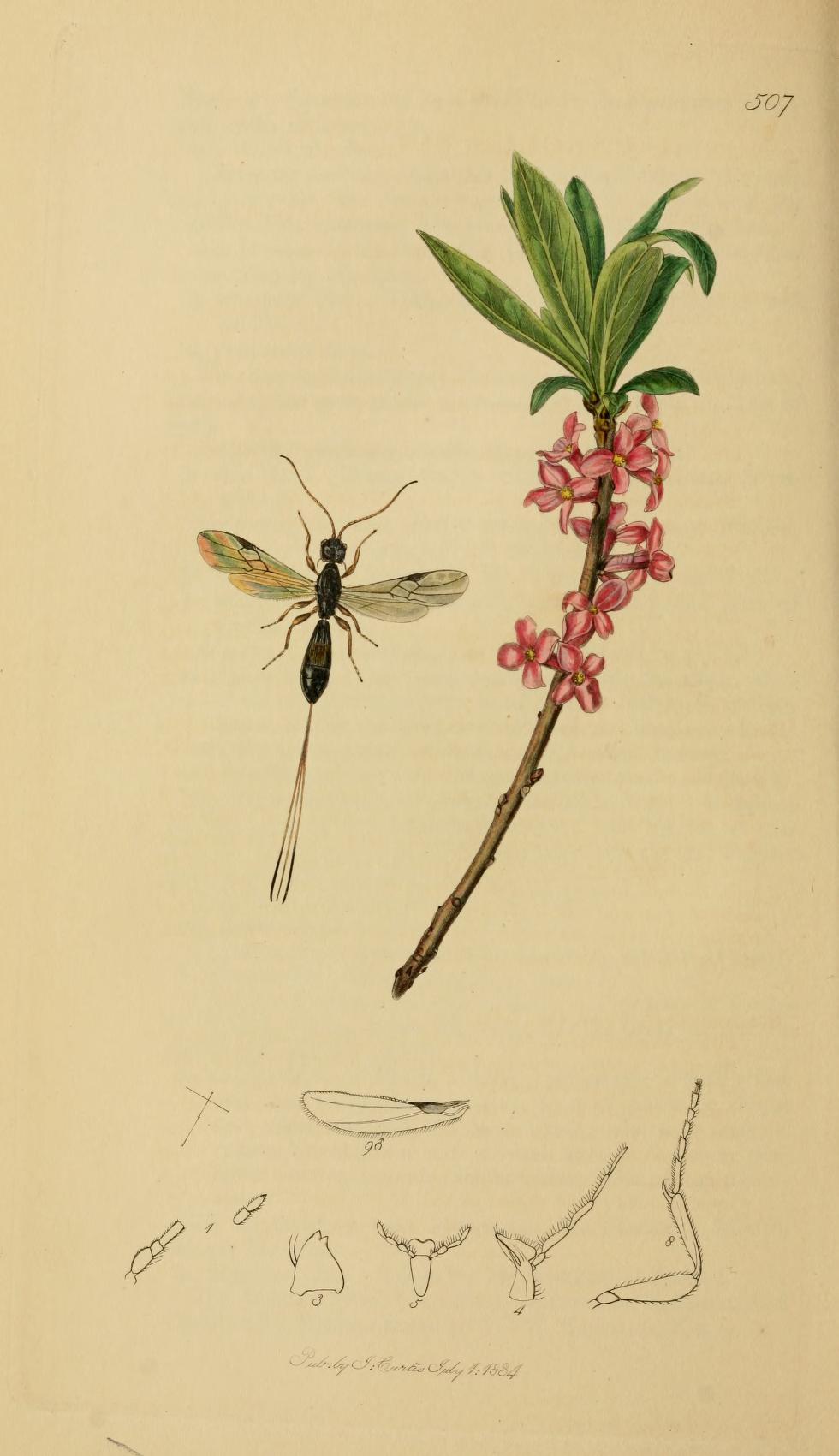